# رودولفو خيل بن أمية
رودولفو خيل بن أمية (بالإسبانية: Rodolfo Gil Benumeya) (ولد 5 يونيو 1901 بآندوخار جيان - توفي بمدريد في 1975) هو أديب وصحافي ومستعرب إسباني، من أسرة غرناطية أصلها موريسكي. سكن وشغل في القاهرة والجزائر وتطوان. كان من النشطاء الداعين للقومية الأندلسية.

## مسيرته
والده هو الكاتب رودلفو خيل فرنانديث وأمه تنتمي لأسرة غرناطية أصولها مورسكية مسلمة تنحدر من عبد الله شقيق محمد بن أمية قائد ثورة البشرات الغرناطية (ما بين 1568-1570).
درس رودلفو بمدرسة ألفونسو الثاني عشر بمدريد، وتخرّج بدبلوم في الفلسفة والآداب من جامعة العاصمة (تسمى حاليا جامعة كمبلوتنسي) حيث تتلمذ على يد المستعربين الشهيرين خوليان ربيرا ومكيل أسين بلاثيوث، ثم تابع دراسته بالجزائر، باريس وتونس مخصصا معظم وقته للبحث في التاريخ الإسباني العربي.

### بعثته للمغرب الإسباني
سنة 1925 بعثه ميغيل بريمو دي ربيرا إلى المغرب لإدارة جهاز صحفي إسباني؛ هكذا انخرط ردولفو في مؤسسات الاحتلال الإسباني بالمغرب. كان مدرسا للفن الإسباني-الإسلامي وتاريخ المغرب بمركز الدراسات المغربية بتطوان، ثم بالمؤسسة الحرة لتطوان التي يديرها الزعيم عبد الخالق الطريس. شغل أيضا منصب نائب السكرتير العام لمؤسسة تهتم باليهود ذوي الأصول الإسبانية (اليهود السفاريد) Casa Universal de los Sefaridies التي يرأسها أنخيل بليدو Angel Pulido, ثم عضوا بهيئة التحرير لمنشورات «مجلة الجحافل الاستعمارية» "Revista de tropas Coloniales" ثم لمجلة "La Raza". سنة 1930, تزوّج من إيمليا كريمو Emilia Grimau شقيقة الزعيم الشيوعي خوليان كريمو Julian Grimau وأنجب منها طفلا.

### نشاطه في البلاد العربية
ما بين 1930 و 1934 انضمّ لهيئة التحرير لمجلة «المغرب» الصادرة بباريس من طرف شباب مثقفين من تونس، الجزائر والمغرب؛ وشغل في نفس الفترة منصب نائب سكرتير المؤسسة الرسمية "Hogar Arabe" ونفس المنصب بالجمعية الإسلامية الإسبانية. سنة 1936 بُعث في مهمة ثقافية إلى مصر، وما بين 1938 و 1940 عمل مدرسا للدراسات الإسبانية بمقر إقامة الطلاب المغاربة بالعاصمة المصرية، وأستاذا معاونا بجامعة الأزهر. كانت القاهرة في هذه الفترة مٌلتقى المٌغرّبين من عدة دول إسلامية، حيث أتيح لرودلفو خيل التعرف عن قرب على عدة شخصيات كأمير البيان شكيب أرسلان والمقاوم عبد الكريم الخطابي قائد الحرب الريفية في عشرينيات القرن الماضي. سنة 1940 عٌيّن محاضرا باللغتين العربية والإسبانية بالجزائر، وسنة 1942 استقرّ نهائيا بمدريد حيث انشغل بأنشطة سياسية وصحفية، لكنه بقي على علاقة بالمغرب ومصر التي أدى فيها مهمات مرات عديدة، وسنة 1962 عمل بالبعثة الصحفية بالسفارة المصرية بمدريد (كانت مصر تسمى آنذاك الجمهورية العربية المتحدة) بعدها حصل على عدة أوسمة من طرف إسبانيا ومصر جزاء لما قدمه من خدمات لهما.

## القومية الأندلسية
مقال رئيسي: قومية أندلسية
جذور خيل بن أمية الإسلامية أثرت على فكره ودفعته إلى مصاف الوطنيين الأندلسيين. لقد شغلت هموم الوطن الأندلسي حيزا كبيرا من تفكيره وكتاباته رغم الهامش الضيق من الحريات المسموح بها في عهد الجنرال فرانكو؛ لقد طالب بالحق الأندلسي واستعادة المورسكيين لحقوقهم التي أجبروا على تركها في إسبانيا بعد طردهم في القرن 17. عند اندلاع الحرب الأهلية بإسبانيا سنة 1936م، كان خيل بمصر الشيء الذي أعفاه من التعرض للاضطهاد والقمع الذي كان ضحيته وطنيون أندلسيون، على رأسهم رفيقه بلاس انفانتي «أب القومية الأندلسية المعاصرة», هذا الأخير تأثر بخيل في القضايا المتعلقة بالتاريخ الإسلامي للأندلس والشتات المورسكي.

### فكره
كان خيل عارفا متمكنا من اللغة العربية، ودافع عن الاحتلال الإسباني لشمال المغرب معتبرا إياه وسيلة لتوحيد ضفتي المضيق، اللتان ليستا سوى كتلة جغرافية وثقافية واحدة تصدّعت ثم انقسمت بعد زوال الأندلس. وتنبني نظريته هذه على الأساس التالي: في فترة الانحدار التي عاشتها شبه الجزيرة الأيبيرية، قام سكان العدوة المغربية بالعبور لإسبانيا وساعدوا أهلها على خلق (و ليس استيراد) ثقافة عظيمة؛ والآن يحدث العكس، حيث يوجد سكان شمال إفريقيا في مأزق وعلى أبناء عمومتهم بشبه الجزيرة أن يساعدوهم على استرجاع (و ليس استيراد) عظمتهم الثقافية الماضية". طبعا لم تكن هذه النظرية العاطفية هي المحرّك لمدبري احتلال المغرب، بل هي تصفيات الحسابات التاريخية والرغبة الصليبية الحاقدة في الانتقام ممن أدخل الإسلام لأوربا.

يقول خيل ابن أمية:" 
| رودولفو خيل بن أمية | من المستحيل قطعا خلق فارق مطلق بين الكلمتين: إسبانيا والمغرب, فوضع خط للفصل يؤدي لتجاهل كل الملامح المشتركة", ثم عدّ تلك الملامح:"أسبان من أصول مغربية ومغاربة من أصول إسبانية؛ مغاربة ذوي جنسية أو حماية إسبانية؛ من يسمون بالأسبان المرتدين الذين ذابوا في النسيج المغربي عبر ارتداد عرقي(Atavismo racial)؛ مغاربة أفريقيا الذين يحملون أسماء ك غرسية Garcia, كراكشو Carrasco, ملين Molina, أركون رويز Aragon Ruiz, شمورو Chomorro, الركينة Requena؛ أسبان يتباهون بألقابهم ك مدينة Medina, البرنس Albornoz, القنطرة Alcantara, مرينو Merino، مران Marin أو شيكو Checo؛ مغاربة وأسبان ينحدرون من نفس الجذر الأندلسي يحملون ألقابا ك بركاش Vargas, بنيغش Venegas, بنيس Albeniz, الطريس Torres, الثغري Zegri, الكراز Alcaraz, الرندة Ronda"‏ | رودولفو خيل بن أمية |

هذا الأسلوب في التفكير جعل خيل يتبنى موقفا وسطا بين التعاون مع مؤسسات الاحتلال الإسباني للمغرب وتعاطفه مع الوطنيين المغاربة. هذا التداخل في الأحاسيس والولاءات توضحه بجلاء رسالته إلى أحمد بلافريج سنة 1933. (سنرى إن شاء الله جزءا من الرسالة أدناه).

يقول «أب الهوية الأندلسية المعاصرة» بلاس انفانتي عن خيل ابن أمية: 
| رودولفو خيل بن أمية | "أكثر من مليون شخص من إخواننا الأندلسيين المطرودين ظلما من أرضهم – وقضايا الشعوب لا تموت أبدا – مشتتون من طنجة إلى دمشق, حسبما أفادني به قبل سنة أحد أبطالنا الأشداء, المثقف الدءوب خيل ابن أمية. إن ذكرى الوطن (...)أقوى من أن تُنسى, تتجدد كل يوم. إنهم (يقصد الأندلسيين المطرودين)يشكلون, باعتراف الشعوب الشقيقة التي تستضيفهم, نخبة الدم والضمير بهذه البلدان. لقد عايشتهم, وعانيت معهم وتمنينا معا الانعتاق المشترك, لأن هذا الانعتاق إمّا أن يكون مشتركا أو لا يكون أبدا". | رودولفو خيل بن أمية |

وكتب ابن رودولفو خيل عن والده: 
| رودولفو خيل بن أمية | "صحيح أني لست مغربيا. لكنني مسلم(...). أنا قبل كل شيء أندلسي, أي عربي وأشتغل لصالح إسبانيا لأن بلدي يشكل الآن جزءا منها, على أمل إعادة بعث إسبانيا العربية". هذا ما كتبه مورسكي في رسالة سنة 1933. وهي رسالة مسطورة بالآلة الكاتبة وتحمل تاريخ 7 يوليوز من نفس السنة, من والدي رودلفو خيل ابن أمية إلى أحمد بلافريج, الزعيم المعروف والمناضل السياسي المغربي المنتمي لحزب الاستقلال والذي عمل وزيرا ثم وزيرا أولا بعد حصول المغرب على الاستقلال. تناقش الرسالة السياسة الفرنسية والإسبانية, وموقف الزعماء الوطنيين لدول الجنوب اتجاهها, وليس هنا موضع بسطها. من المؤكد أن بلافريج هو اسم مورسكي, أصله من Palafresa وقد كان يحمله أحد الزعماء الأورناتشوس المهاجرين الذين استقروا بسلا الجديدة والرباط؛ وظهرت تواقيع Palafresa في عدة وثائق مرتبطة بالجمهورية "القرصانية" المغربية الجديدة التي أسسها الأورناتشوس والأندلسيون, وقد درس كييرمو كوثالبيث Guillermo Gozalbez هذه الوثائق. يعود أصل ابن أمية إلى مولاي عبد الله البالوري. تحرّك والدي خلال فترة شبابه كثيرا بين المغرب وإسبانيا(...) وشارك منظِّرَ الأندلس الجديدة بلاس انفانتي أفكاره وأنشطته, وكان يكنّ له الاحترام والتقدير, وإن كان خيل بعد الحرب الأهلية أبدى في بعض كتبه انتقاده للموقف, المتردد حسب خيل, الذي أدى بالمفكر إلى الموت..." | رودولفو خيل بن أمية |

### معاصريه
و قد عاصر العلامة محمد تقي الدين الهلالي خيل ابن أمية، وأطنب في الإشادة به في معرض حديثه عن تشويه الأسبان لتاريخ الإسلام والرجال الذي تصدوا لهذا التشويه، يقول تقي الدين الهلالي: 
| رودولفو خيل بن أمية | " هذه الحملة التي يقوم بها كتاب إسبانيا والمؤلفون منهم في هذا الزمان يستاء منها كل مسلم وكل عربي وكل منصف ولكن أهل المغرب الأقصى هم أشد الناس استياء لأنهم حكموا بلاد إسبانية كلها بعد انقراض ملوك الطوائف ثم لما قامت الدولة النصرية اكتفت الدولة المغربية بحكم شواطئ إسبانيا الجنوبية من مالقة إلى روندة إلى جبل طارق والجزيرة الخضراء وساروا في حكم هذه الشواطئ سيرة حسنة وكانوا خير عون وحليف لدولة غرناطة العربية المسلمة ولولا إمدادهم وجهادهم ومساعدتهم لتقدمت حادثة غرناطة المسلمة (... )بأربعمائة سنة. ولما كان التواطؤ على الباطل من قبل أمة بأسرها نادر الوقوع فقد وجد في هذا الزمان من الأمة الإسبانية من أدبائها من يصدع بالحق ولا يبالي بغضب الفلانخي ونقمة المتحمسين المغالين في الوطنية فمن هؤلاء الأستاذ الأديب "خيل بن أمية". وهذا الأديب من الرجال ذوي الأحوال الغريبة والخصال العجيبة فقد ابتلاه الله بحب العرب والمغاربة والصدع بفضائلهم وقرع المبطلين بالحجج الدامغة والبراهين القاطعة وكان ذلك سببا في تعصب ولاة الأمر عليه وحرمانه من المناصب الأدبية والعلمية فأصابه بسبب ذلك فقر مدقع وتحمل كل ذلك صابرا مخلصا لعقيدته لا يحول عنها ولا يزول وكان صديقا حميما للأمير شكيب أرسلان. ولما أعلنت الدعاية الإسبانية أنها تريد إحياء المآثر العربية والمغربية والأدب العربي في إسبانيا استشير الأستاذ خيل ابن أمية وأشار على الحكومة إذ ذاك أن تدعو الأمير شكيبا وتستنير برأيه فتوجه الأمير شكيب أرسلان إلى إسبانيا ووضع لهم منهاجا عظيما لإحياء مآثر العرب والمغاربة في إسبانيا لو اتبعته الحكومة الإسبانية لعاد عليها بالخير العميم ولكن المشروع مات وهو جنين وكان دعاية مجردة وقد أشار على الأستاذ بن أمية بعض أصدقائه أن يسافر إلى مصر فإنه يجد هناك من يعرف فضله ويستفيد من أدبه فسافر إلى مصر وبقي فيها مدة فلم يجد فيها سوقا لترويج أدبه وعصبيته العربية فرجع من الرمضاء إلى النار يعني على إسبانيا وعزى بعضهم عدم نجاحه إلى انه يسلك سبيل الفلاسفة المهمِلين للتأنق في الملبس والتملق في الكلام ولا شك أن هذا عذر واه ولا يزال الأستاذ خيل بن أمية يعيش في إسبانيا معيشة ضنكا بسبب تعصبه للعرب". | رودولفو خيل بن أمية |

ففي الفترة التي سطّر فيها العلامة تقي الدين هذه الكلمات عن خيل (في الأربعينات), لم يكن قد وصله خبر إسلامه (فلم يكن قد أخبر به أحدا غير أحمد بلافريج في رسالته المذكورة أعلاه سنة 1933) لقد كان خيل مسلما يكتم إسلامه على غرار المورسكيين، وهذا ما يفسر تعاطفه الكبير مع المسلمين. وعُرف باسمه الإسلامي خليل ابن أمية.

يقول الدكتور علي الكتاني عنه: 
| رودولفو خيل بن أمية | "احتفظ عدد كبير من أهل الأندلس بدينهم الإسلامي سرا وبعد سنة 1960م, تجرّأ بعضهم على إعلان إسلامه عند هجرته إلى المغرب, أو حتى في الأرض الإسبانية نفسها, كالمحامي خليل بن أمية الذي كان يعيش في مجريط..." | رودولفو خيل بن أمية |

و يقول الشيخ إبراهيم بن أحمد الكتاني:
| رودولفو خيل بن أمية | "ذكر الكتاب (كتاب "انبعاث الإسلام بالأندلس") أن خليل بن أمية,، غامر بإعلان إسلامه في وقت لم يكن يجرؤ على ذلك أحد, وكان معروفا بيننا بخليل بن أمية, وكان صديقا حميما لبطل الإسلام الخالد الأمير شكيب أرسلان، كما كان عضوا في جمعية إسبانية أسستها الحركة الوطنية المغربية من الأسبان الذين يعطفون على الحركة الوطنية, ولعلها كانت تسمى "بيت المغرب". | رودولفو خيل بن أمية |